# Nemzeti Bajnokság I/A
La Nemzeti Bajnokság I/A, abreviado NB I/A (en inglés, A Division) es la máxima competición de baloncesto de Hungría. Fue fundada en 1933. El campeón actual es el Falco KC Szombathely, que consiguió en 2021 su tercer título.

## Formato de Competición
La liga está compuesta por 12 equipos. La temporada de la Nemzeti Bajnokság I/A está dividida en 2 fases: Una primera fase en la que se enfrentan los 14 equipos entre sí a ida y vuelta (un total de 26 partidos) y una segunda fase para determinar la posición final de cada equipo, dividida en 3 grupos:
- 1.º Grupo - Los cinco mejores clasificados de la primera fase, juegan entre sí a ida a vuelta (un total de 8 partidos) - Posiciones del 1.º al 5.º
- 2.º Grupo - Los equipos clasificados del puesto seis al puesto diez en la primera fase, juegan entre sí a ida a vuelta (un total de 8 partidos) -

Posiciones del 6.º al 10.º
- 3.º Grupo - Los cuatro peores clasificados de la primera fase, juegan entre sí a ida a vuelta (un total de 6 partidos) - Posiciones del 11.º al 14.º

Los tres mejores equipos del 2.º grupo disputaran los play-offs (al mejor de 5 partidos) contra los equipos del 1.º grupo, de la siguiente forma:
- 1.º Emparejamiento - 1.º contra 8.º
- 2.º Emparejamiento - 3.º contra 6.º
- 3.º Emparejamiento - 2.º contra 7.º
- 4.º Emparejamiento - 4.º contra 5.º

Los ganadores de cada emparejamiento se enfrentarán entre sí de la siguiente manera:
- Ganador 1.º Emparejamiento - Ganador 2.º Emparejamiento
- Ganador 3.º Emparejamiento - Ganador 4.º Emparejamiento

Los ganadores de ambos duelos se medirán en la final para decidir el campeón de liga. Tanto las semifinales como la final es al mejor de 5 partidos.
Los equipos clasificados en la 13.ª y 14.ª posición se enfrentarán en un play-out al mejor de 3 partidos. El perdedor desciende a la Nemzeti Bajnokság I/B.

## Equipos 2022-2023
| Equipo                | Ciudad         | Pabellón                      | Capacidad |
| --------------------- | -------------- | ----------------------------- | --------- |
| Alba Fehérvár         | Székesfehérvár | Vodafone Sportcsarnok         | 2400      |
| Atomerőmű SE          | Paks           | ASE Sportcsarnok              | 1200      |
| Budapest Honvéd       | Budapest       | Ludovika Aréna                | 1320      |
| DEAC                  | Debrecen       | Oláh Gábor utcai Sportcsarnok | 1200      |
| Egis Körmend          | Körmend        | Szentély Sportcsarnok         | 2000      |
| Falco KC Szombathely  | Szombathely    | Arena Savaria                 | 4000      |
| Hübner Nyíregyháza BS | Nyíregyháza    | Continental Arena             | 2500      |
| Kaposvári KK          | Kaposvár       | Városi Sportcsarnok           | 1200      |
| KTE-Duna Aszfalt      | Kecskemét      | Messzi István Sportcsarnok    | 1600      |
| Naturtex SZTE-Szedeák | Szeged         | Újszegedi Sportcsarnok        | 3200      |
| Pécsi VSK Panthers    | Pécs           | Lauber Dezső Sportcsarnok     | 1983      |
| Sopron KC             | Sopron         | Aréna Sopron                  | 2500      |
| Szolnoki Olaj KK      | Szolnok        | Tiszaligeti Sportcsarnok      | 2080      |
| Zalakerámia ZTE       | Zalaegerszeg   | Városi Sportcsarnok           | 1800      |

## Historial
- 1933 : Közgazdasági Egyetem
- 1934 : BSZKRT Előre
- 1935 : TFSE
- 1936 : MAFC
- 1937 : BSZKRT Előre
- 1938 : BSZKRT Előre
- 1939 : BSZKRT Előre
- 1940 : BSZKRT Előre
- 1941 : BSZKRT Előre
- 1942 : BEAC
- 1943 : BSZKRT Előre
- 1944 : MAFC
- 1945 : BSZKRT Előre
- 1946 : Bp. Kinizsi TE
- 1947 : Bp. Postás
- 1948 : MÁVAG
- 1949 : BSZKRT Előre
- 1949-1950 : Műegyetem MEFESZ
- 1950 : MÁVAG
- 1951 : Budapesti Haladás
- 1952 : Budapesti Honvéd SE
- 1953 : Budapesti Honvéd SE
- 1954 : Budapesti Honvéd SE
- 1955 : Budapesti Honvéd SE
- 1956 : Műszaki Egyetem Haladás
- 1957 : Budapesti Honvéd SE
- 1958 : Budapesti Honvéd SE
- 1959 : Budapesti Honvéd SE
- 1960 : Budapesti Honvéd SE
- 1961 : Budapesti Honvéd SE
- 1962 : Budapesti Honvéd SE
- 1963 : Budapesti Honvéd SE
- 1964 : Budapesti Honvéd SE
- 1965 : Budapesti Honvéd SE
- 1966 : Budapesti Honvéd SE
- 1967 : Budapesti Honvéd SE
- 1968 : Budapesti Honvéd SE
- 1969 : Budapesti Honvéd SE
- 1970 : MAFC
- 1971 : Budapesti Honvéd SE
- 1972 : Csepel SC
- 1973 : Csepel SC
- 1974 : Budapesti Honvéd SE
- 1975 : MAFC
- 1976 : Budapesti Honvéd SE
- 1977 : Budapesti Honvéd SE
- 1978 : Budapesti Honvéd SE
- 1979 : Budapesti Honvéd SE
- 1980 : Budapesti Honvéd SE
- 1981 : Budapesti Honvéd SE
- 1982 : Budapesti Honvéd SE
- 1983 : Budapesti Honvéd SE
- 1984 : Budapesti Honvéd SE
- 1985 : Budapesti Honvéd SE
- 1986 : Budapesti Honvéd SE
- 1987 : BC Körmend
- 1988 : Zalaegerszegi TE
- 1989 : Csepel SC
- 1990 : ZTE-Heraklith
- 1991 : Szolnoki Olaj KK
- 1992 : ZTE-Heraklith
- 1993 : Tungsram-Honvéd
- 1994 : Tungsram-Honvéd
- 1995 : Danone-Honvéd BT
- 1996 : BC Körmend
- 1997 : Danone-Honvéd BT
- 1998 : Alba Fehérvár
- 1999 : Alba Fehérvár
- 2000 : Alba Fehérvár
- 2001: Klíma-Vill Purina KKK
- 2002: Atomerőmű SE
- 2003: BC Körmend
- 2004: Kaposvári KK
- 2005: Atomerőmű SE
- 2006: Atomerőmű SE
- 2007: Szolnoki Olaj KK
- 2008: Falco KC Szombathely
- 2009: Atomerőmű SE
- 2010: Zalakerámia-ZTE KK
- 2011: Szolnoki Olaj KK
- 2012: Szolnoki Olaj KK
- 2013: Alba Fehérvár
- 2014: Szolnoki Olaj KK
- 2015: Szolnoki Olaj KK
- 2016: Szolnoki Olaj KK
- 2017: Alba Fehérvár
- 2018: Szolnoki Olaj KK
- 2019: Falco KC Szombathely
- 2021: Falco KC Szombathely
- 2022: Falco KC Szombathely
- 2023: Falco KC Szombathely

## Títulos por Club
| Equipo               | N.º de Títulos | Años |
| -------------------- | -------------- | --- |
| Honvéd               | 33             | 1952, 1953, 1954, 1955, 1957, 1958, 1959, 1960, 1961, 1962, 1963, 1964, 1965, 1966, 1967, 1968, 1969, 1971, 1974, 1976, 1977, 1978, 1979, 1981, 1982, 1983, 1984, 1985, 1986, 1993, 1994, 1995, 1997 |
| BSZKRT Előre         | 9              | 1934, 1937, 1938, 1939, 1940, 1941, 1944, 1945, 1949 |
| Szolnoki Olaj        | 8              | 1991, 2007, 2011, 2012, 2014, 2015, 2016, 2018 |
| MAFC                 | 7              | 1936, 1944, 1950, 1951, 1956, 1970, 1975 |
| Alba Fehérvár        | 5              | 1998, 1999, 2000, 2013, 2017 |
| Falco KC Szombathely | 5              | 2008, 2019, 2021, 2022, 2023 |
| Atomerőmű            | 4              | 2002, 2005, 2006, 2009 |
| ZTE                  | 4              | 1988, 1990, 1992, 2010 |
| Csepel               | 3              | 1972, 1973, 1989 |
| Körmend              | 3              | 1987, 1996, 2003 |
| Kaposvári            | 2              | 2001, 2004 |
| BEAC                 | 2              | 1942, 1943 |
| MÁVAG                | 2              | 1948, 1950 |
| Közgazdasági Egyetem | 1              | 1933 |
| TFSE                 | 1              | 1935 |
| Budapesti Kinizsi TE | 1              | 1946 |
| Budapesti Postás     | 1              | 1947 |